# Otacanthus platychilus
Otacanthus platychilus là một loài thực vật có hoa trong họ Mã đề. Loài này được (Radlk.) Taub. mô tả khoa học đầu tiên năm 1890.